# Дашогуз (аэропорт)
Международный Аэропорт Дашогуз (туркм. Daşoguz halkara howa menzili) — международный аэропорт одноимённого города в Дашогузском велаяте Туркменистана. Расположен в 10 км юго-западнее города. Основан в 1924 году. До 1992 года город и аэропорт носили наименование Ташауз.
Аэродром Дашогуз способен принимать воздушные суда всех типов. Классификационное число ВПП (PCN) 107/R/W/B/T.

## История
Первый авиарейс был выполнен в сентябре 1924 года по маршруту Каган — Ташауз — Хива. Затем этот рейс стал регулярным.
С 1940 года начались полёты по маршруту Чарджоу — Турткуль — Ташауз. В советский период выполнялись регулярные рейсы в Москву, Ленинград, Ташкент, Ашхабад, Уфу, Минеральные воды и другие аэропорты СССР.
10 октября 1973 года из-за неисправности топливной системы самолёт Ли-2 потерпел катастрофу вблизи аэропорта. Погибло 5 человек. После этого инцидента эксплуатация самолёта Ли-2 в гражданской авиации СССР была прекращена.
В начале 1980-х годов в аэропорту Ташауз была построена искусственная искусственная взлётно-посадочная полоса длиной 2700 метров и шириной 42 метра.
Новое здание аэровокзала было открыто в 1984 году. 9 февраля 1989 года был сдан в эксплуатацию аэровокзальный комплекс, рассчитанный на обслуживание 400 пассажиров в час.
Реконструкция здания аэровокзала, оснащение современным оборудованием завершены в 2009 году. Терминал аэропорта позволяет обслуживать до 300 пассажиров в час.
В 2010 году был произведён ремонт взлётно-посадочной полосы.
С 2013 года ведётся строительство командно-диспетчерского пункта высотой 50 м, магистральной и соединительных рулежных дорожек, перрона; общая стоимость работ 200 млн долл. США. В рамках проекта создана искусственная взлётно-посадочная полоса протяжённостью 3800 м, пять рулёжных дорожек, перрон для стоянки воздушных судов, будет построено здание пассажирского терминала пропускной способностью 500 пассажиров в час с четырьмя воротами, здание ВИП-терминала, а также другие здания и сооружения.
К 2015 году компания «Альтком» реконструировала взлётно-посадочную полосу, её размеры увеличены до 3800×60 метров (имеются обочины 2×7,5 метра). Аэродром оснащён современными аэронавигационными и автоматизированными метеорологическими техническими средствами .

## Регулярные рейсы
| Авиакомпания               | Код авиакомпании ИАТА | Код авиакомпании ИКАО | Страна       | Город       | Аэропорт    | Код ИАТА | Код аэропорта ИКАО | Примечания |
| -------------------------- | --------------------- | --------------------- | ------------ | ----------- | ----------- | -------- | ------------------ | ---------- |
| «Туркменские авиалинии» T5 | T5                    | TUA                   | Туркменистан | Ашхабад     | «Ашхабад»   | ASB      | UTAA               |            |
| T5                         | T5                    | TUA                   | Туркменистан | Туркменабат | Туркменабат | CRZ      | UTAV               |            |
| T5                         | T5                    | TUA                   | Туркменистан | Туркменбаши | Туркменбаши | KRW      | UTAK               |            |
| T5                         | T5                    | TUA                   | Туркменистан | Балканабат  | Балканабат  | BAL      | UT1H               |            |